# Атомска бомбардовања Хирошиме и Нагасакија
Атомско бомбардовање јапанских градова Хирошиме и Нагасакија догодило се 6 и 9. августа 1945. Бомбардовање је изведено по одлуци председника Харија Трумана. Наређење су извршили амерички бомбардери. То је било први пут у историји да је нуклеарно оружје употребљено у рату. Сам чин и данас је контроверзан, иако је њиме завршен Други светски рат.

## Увод
Након капитулације Немачке и Италије, Јапан је остао једина држава осовине која је наставила да се бори у Другом светском рату, без намере да се преда, иако је готово 60% великих градова Јапана било уништено. У јуну 1945. амерички Прелазни Комитет је предложио употребу атомског оружја против јапанске војне индустрије одмах након усавршавања. Уз то, при освајању јапанског острва Окинаве је погинуло око 12.500 војника, а на подручју Тихог океана више од 70.000, што је све више узнемиравало америчку јавност која није знала колико дуго ће још рат трајати и колики би били губици уколико би САД одлучиле да изведу инвазију на Јапан. 16. јула 1945. по први пут је успешно испробана атомска бомба у пустињи Нови Мексико. САД су предложиле јапанској влади капитулацију, на шта она није пристала, па је председник Труман наредио употребу атомске бомбе и препустио генералу Карлу Спацу да сам изабере циљеве. Иако су неки званичници наговарали Трумана да баци атомску бомбу на неко ненасељено подручје, како би показао Јапанцима колико је смртоносно то ново оружје, други су од њега тражили да бомба буде бачена без упозорења на неки град.

## Бомбардовања
Хирошима је био један од малобројних градова који су остали поштеђени бомбардовања конвенционалним оружјем. Но, били су предложени и други циљеви; Кјото, Јокохама, Нигата па чак и царска палата у Токију. Хирошима, која је тада бројала 255.000 становника, је била главни штаб генерала Хата Шунрокуа који је био задужен за одбрану јужног дела државе, но већина становништва су били цивили. 31. јула САД су припремиле уранијумску бомбу названу Мали дечак, тешку 4 тоне и дугу 3 метра. Са малог западнопацифичког острва Тиниану 6. августа 1945, у 2.45 ујутро, у пратњи још два бомбардера Б-29 који су били опремљени уређајима за осматрање, фото-апаратима и камерама, полетео је бомбардер назван Енола Геј, којим је пилотирао Пол Тибетс млађи. Уместо уобичајеног терета конвенционалних бомби и оружја, у свом спремишту носио је само само једну бомбу од 4090 килограма. Одредиште ових авиона била је Хирошима удаљена шест сати лета.
У 7 сати по локалном времену јапански радари су открили три авиона и покренули узбуну, али су је онда прекинули јер су мислили да авион лети тако високо јер је само извиђачка летелица. При висини од 9.450 m Енола Геј у 8 часова и 15 минута избацила атомску бомбу која је детонирала на висини од 580 m. У једном тренутку је погинуло 140.000 људи (од радијације још више), температура на тлу у близини средишта експлозије досезала је и до 5000 °C. Снажни ударни талас ветра, брзине 800 km/h, и пламене олује уништили су готово све унутар 13 km². Експлозија је узроковала и врели печуркасти облак прашине и крхотина висок 15.250 m. Посада авиона ни сама није знала колике ће бити последице експлозије, а дим у облику печурке видео се и при удаљености од 560 km.
Влада и војни званичници Јапана нису првобитно знали шта се догодило. Касније су, након упозорења САД, покренули дебату и били спремни на капитулацију, али под одређеним условима. На то су САД 9. августа избациле другу атомску бомбу, овог пута на град Нагасаки. Првобитни циљ је требало да буде град Кокура, али је одлучено да због лошег времена нова мета буде Нагасаки. У 11 часова и 2 минута бачена је бомба названа "Дебели човек" из бомбардера Бокс Кар,  а главни циљ је био Мицубиши концерн, али га је промашила за више од 2 km. Но, ипак је уништила пола града. Бомба је детонирала на висини од 470 m и убила 22.000 људи, а још 39.000 је погинуло од последица радијације.

## Резултати
Суочен са совјетском инвазијом Манџурије и очекиваним совјетским и америчким искрцавањем на матичним острвима, као да би спречио и потенцијалну трећу експлозију, Јапан се одлучио за безусловну капитулацију чиме је и завршен Други светски рат. Процењује се да је од експлозије и ударног таласа погинуло најмање 78.000 људи. Црне кишне капи које су касније падале и носиле радијацију, однеле су још живота. Према проценама Јапана из 1968, 250.000 становника Хирошиме умрло је одмах након експлозије или у року од пет година од болести узрокованих радијацијом. Многи од преживелих су касније умирали или још умиру од последица бомбардовања, као што су рак и леукемија, тако да нико са сигурношћу не зна колико је жртава однело бацање атомске бомбе.

## Дебата о исправности бомбардовања

### За
Поборници одлуке о коришћењу атомске бомбе тврде да би дошло до огромних жртава са обе стране да је уместо напада атомским оружјем извршена инвазија на Јапан.
Амерички службени став гласи да је до атомског бомбардовања морало доћи јер би инвазија на Јапан узела превелике жртве.
Они који оправдавају атомске нападе такође подсећају на наредбу издату од јапанског министарства одбране 1. августа 1944. године, у којој се прети стрељањем преко 100.000 заробљених савезничких војника у случају америчке инвазије јапанских острва.
Неки историчари тврде да су САД хтеле брз завршетак рата да би на тај начин избегле совјетски продор на исток.

### Против
Неки критичари такође тврде да није било ни војно-стратешких разлога за употребу атомских бомби. Велика бомбардовања и разарања јапанских градова су већ била уништила њихову војну индустрију и прехрамбену производњу до те мере да су били у критичном стању. На то се мора додати совјетско проглашење рата Јапану; питање није било да ли су Јапанци спремни на наставак ратовања - они више нису могли да ратују због недостатака оружја и прехране.
Критичари атомског бомбардовања тврде да је Јапан покушавао да почне преговоре о капитулацији, али да су их Американци игнорисали. Уместо тога, употребили су атомско наоружање највише да би застрашили будуће непријатеље, Совјетски Савез. Такође се процењује да САД нису хтеле да велики новац уложен у пројекат Менхетн оду у неповрат без употребе новог оружја.
Један од критичара употребе атомског наоружања био је и Алберт Ајнштајн. Он је раније, у страху да би нацисти могли да направе атомску бомбу, заједно са другим истакнутим физичарима потписао писмо у којем се захтева од председника Рузвелта да усаврши атомско наоружање. Када је касније видео пустош и разарање на месту атомских бомбардовања, предомислио се. Амерички војни генерали Даглас Макартур и Двајт Д. Ајзенхауер су такође били критичари употребе атомског оружја.